# جزيرة جبال قحومة (ميدي)

تعديل مصدري - تعديل

جزيرة جبال قحومة هي إحدى جزر مديرية ميدي التابعة لمحافظة حجة.